# ناحیه البینو، شهرستان رایت، مینه‌سوتا
شهرستان البینو، بخش رایت، مینه‌سوتا (به انگلیسی: Albion Township, Wright County, Minnesota) یک منطقهٔ مسکونی در ایالات متحده آمریکا است که در مینه‌سوتا واقع شده‌است.

## خصوصیات
شهرستان البینو ۹۱٫۹ کیلومترمربع مساحت و ۱٬۱۴۶ نفر جمعیت دارد و ۳۱۵ متر بالاتر از سطح دریا واقع شده‌است.